# Sicyopus pentecost
Sicyopus pentecost är en fiskart som beskrevs av Keith, Lord och Taillebois 2010. Sicyopus pentecost ingår i släktet Sicyopus och familjen smörbultsfiskar. Inga underarter finns listade i Catalogue of Life.